# Apolíneo y dionisíaco

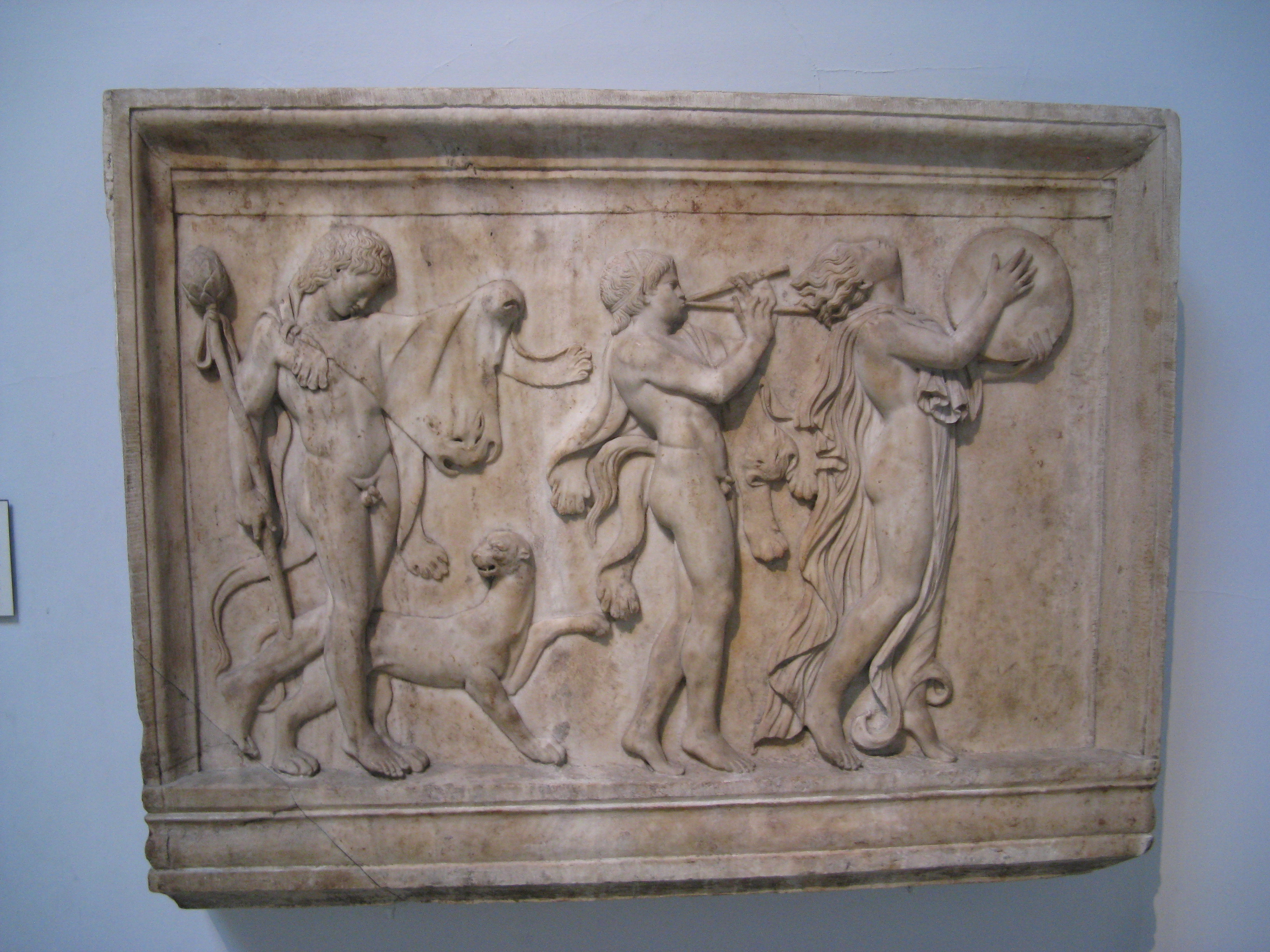
Procesión dionisiaca. British Museum.

Lo apolíneo y lo dionisíaco es una dicotomía filosófica y literaria, basada en ciertas características de la mitología de la Antigua Grecia. Es el concepto de una dualidad propuesta por el filósofo alemán Friedrich Nietzsche sobre su interpretación de las figuras griegas de Apolo y Dioniso y su significado, proyectada sobre el mundo de las artes. No se trata, pues, de la significación que los griegos, en la Antigua Grecia, daban a la relación entre estas figuras; sino de una interpretación de la significación que estos daban a tal relación que Nietzsche elabora.
Se trata de una dualidad contrapuesta y al tiempo complementaria, de especial penetración en el mundo de la literatura y las artes, y muy especialmente en el de las artes escénicas. Nietzsche la desarrolla en su libro El nacimiento de la tragedia desde el espíritu de la música, en el que Apolo representa a través de la belleza lo elevado, lo racional; en tanto que Dioniso, dios de la vendimia, del vino, representaría lo terrenal, la sensualidad desatada. Dos figuras que se las supone antagónicas, pero dos conceptos inherentes a la vida e imprescindibles en toda creación dramática.

Mucho es lo que habremos ganado para la ciencia estética cuando hayamos llegado no sólo a la intelección lógica, sino a la seguridad inmediata de la intuición de que el desarrollo del arte está ligado a la duplicidad de lo apolíneo y de lo dionisíaco
Friedrich Nietzsche, 'El nacimiento de la tragedia...'

La dicotomía apolíneo y dionisíaco ha influido en pensadores y agentes de la cultura posteriores: Sigmund Freud, Carl Jung, Charles Baudelaire, Arthur Rimbaud, Thomas Mann, Hermann Hesse entre otros; estando, implícitamente, presente en gran parte de la obra del propio Nietzsche.

## Apolo y Dioniso
En la mitología griega, Apolo y Dioniso eran hijos de Zeus. Apolo es el dios del Sol, la claridad, la música y la poesía, era descrito como el dios de la divina distancia, que amenazaba o protegía desde lo alto de los cielos, siendo identificado con la luz de la verdad; en tanto que Dioniso es el dios del vino y de la fauna, se le asocia el éxtasis y la intoxicación. Ambos eran deidades muy adoradas en la Grecia Clásica.

## Orígenes y evolución del concepto
Si bien el término «lo dionisíaco» (das Dionysische) fue empleado como sustantivo por primera vez en la literatura por el escritor y dramaturgo Julius L. Klein, el adjetivo "dionisíaco" (dionysisch) aplicado a la literatura, las artes y la religión de la Antigüedad —y utilizado según un esquema binario o dicotómico junto con el adjetivo "apolíneo"— ya venía siendo utilizado por diversos autores del Romanticismo alemán. De este modo, es posible referirnos a la existencia de un topos o contexto dionisíaco dentro de la literatura romántica, donde ambos conceptos se toman como impulsos artísticos contrapuestos, siendo Nietzsche un representante más de dicha corriente.
Esta tradición estética identifica a Dioniso con una variedad de fenómenos relacionados con la creatividad artística y lo religioso-místico, como serían el sueño, la inspiración, el éxtasis o la emotividad desbordada, y plasmados en expresiones culturales como el mito, el cuento popular o la poesía. El Romanticismo configuró un nuevo ámbito epistemológico para la interpretación y estudio de estos fenómenos, identificados con lo irracional, pero revalorizados desde entonces como nuevos instrumentos de conocimiento que cuentan con un lenguaje propio y privilegiado (de tipo simbólico). Todos estos elementos serían, posteriormente, tratados con especial interés por poetas como Hölderlin o estudiosos como Schlegel, Creuzer o Schelling.
El propio Creuzer, a principios del siglo XIX, propuso un posible origen oriental de lo apolíneo y lo dionisíaco. Ambas cosmovisiones, procedentes de la India, se habrían expandido hacia Occidente para cumplir una función «civilizadora» pero cada una ellas de forma opuesta: la religión de Apolo (Vishnu) anunciaría un principio moral superior simbolizado por la luz, mientras que la religión de Dioniso (Shiva) —dada su naturaleza material— instaura el caos y la degeneración moral (culto orgiástico). La unión de ambas corrientes, acaecida en Grecia y establecida de forma ejemplar en Delfos, significó la integración de lo material y lo espiritual, plasmada en los cultos mistéricos y órficos de los que derivarán, posteriormente, las filosofías jónicas, pitagóricas y platónicas.
Dicha integración habría tenido una significación terapéutica a partir del siglo VIII a. C., según E. R. Dodds. El helenista británico, en Los griegos y lo irracional (1951), postuló una transformación de la sociedad griega durante la crisis de la época arcaica: el paso de una cultura de la vergüenza de origen homérico a una cultura de la culpabilidad, el cual dio origen a los conceptos de voluntad, ego y culpa. Este cambio —y el individualismo que trajo consigo— generó una serie de problemas psíquicos en la población, pero la confluencia del culto dionisíaco y la mántica apolínea habría contribuido a aliviar dicha ansiedad. Así, las prácticas proféticas daban sentido a los acontecimientos y otorgaban esperanza y seguridad, mientras que los rituales dionisíacos liberaban del sentimiento de culpa (catarsis) al escenificar la unión con la divinidad y propiciar una especie de cura homeopática. Las tesis de Dodds, aunque originales por su enfoque psicológico, se apoyan en los aportes previos de M. P. Nilsson y, sobre todo, en la dualidad apolíneo-dionisíaco de Friedrich Nietzsche. Esta dualidad nietzscheana también influiría posteriormente en la antropóloga cultural Ruth Benedict, para quien lo dionisíaco y lo apolíneo constituyen pautas o técnicas psicológicas reguladas socialmente por las distintas culturas, con el fin de canalizar (a través de experiencias extáticas o mediante la represión de las mismas, respectivamente) el potencial desequilibrador del individuo e integrarlo en la comunidad.

## Apolíneo y dionisíaco en Nietzsche

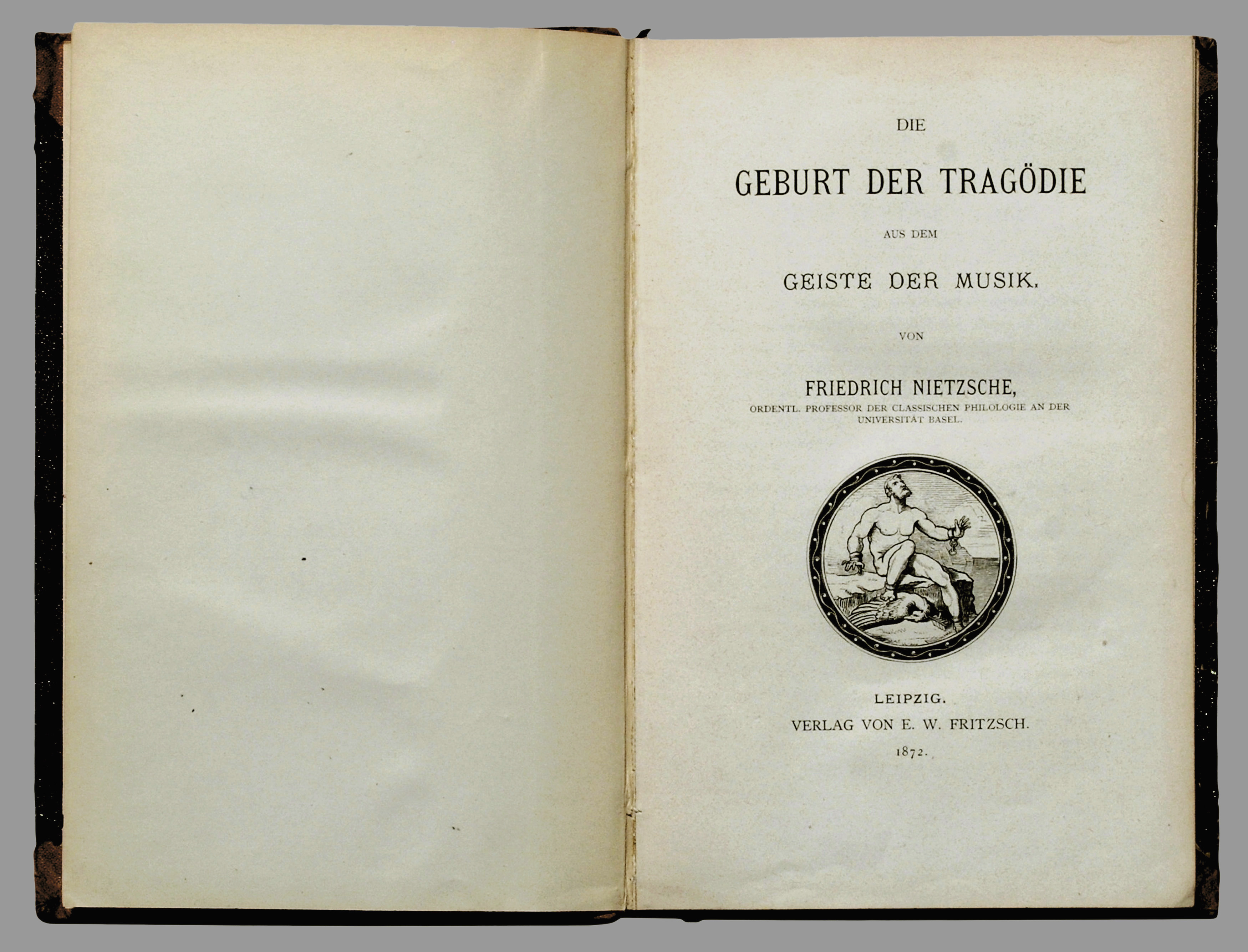
Nietzsche, Friedrich: El nacimiento de la tragedia a partir del espíritu de Musk. Leipzig: EW Fritzsch 1872, 143 páginas. Portada de la primera impresión (Wilpert/Gühring² 1).

Tomando como base los caracteres de estos dioses griegos, en la interpretación de Nietzsche: Apolo, extraído de las esculturas que lo representan, sería la belleza, la perfección de formas, y más allá, representaría la cordura, el sueño y la poesía. Dioniso, representado por los griegos en su "carro recubierto de flores y guirnaldas, con su yugo tirado por la pantera y el tigre", sus bacanales, con sus participantes danzando movidos por el vino, representaría la embriaguez, el desenfreno de los sentidos, el éxtasis. La escultura (por extensión el resto de artes plásticas) y la poesía estarían impregnadas de lo apolíneo y dadas a la contemplación íntima. Mientras que la música y la danza serían artes dionisíacas dadas a la exaltación colectiva.
En las artes dramáticas, en especial los dramas musicales y operísticos, y concretamente a la que va dedicado El nacimiento de la tragedia desde el espíritu de la música, la obra de Wagner, estaría presente esa dualidad antagónica, uniendo la belleza y estética apolínea a la exuberancia de los sentidos dionisíaca, la belleza de la ensoñación y la extravagancia de la embriaguez, la contemplación individual y la exaltación colectiva. También, la tragedia, y por extensión todo arte que contemple esta dualidad, representaría la tragedia real de la existencia humana (lo dionisíaco) presentada con la belleza apolínea, con el atractivo de las formas del Arte.

Con sus dos divinidades artísticas, Apolo y Dioniso, se enlaza nuestro conocimiento de que en el mundo griego subsiste una antítesis enorme, en cuanto a origen y metas, entre el arte del escultor, arte apolíneo, y el arte no-escultórico de la música, que es el arte de Dioniso: esos dos instintos tan diferentes marchan uno al lado de otro, casi siempre en abierta discordia entre sí y excitándose mutuamente a dar a luz frutos nuevos y cada vez más vigorosos, para perpetuar en ellos la lucha de aquella antítesis, sobre la cual sólo en apariencia tiende un puente la común palabra «arte»: hasta que, finalmente, por un milagroso acto metafísico de la «voluntad» helénica, se muestran apareados entre sí, y en ese apareamiento acaban engendrando la obra de arte a la vez dionisíaca y apolínea de la tragedia ática.
El nacimiento de la tragedia en el espíritu de la música